# Nomadedalen
Das Nomadedalen (norwegisch; japanisch 遊牧谷 Yûboku-dani, deutsch ‚Nomadental‘) ist ein moderat ansteigendes Tal im ostantarktischen Königin-Maud-Land. Im Gebirge Sør Rondane liegt es auf der Nordseite des Svindlandfjellet.
Japanische Wissenschaftler erstellten zwischen 1981 und 1982 sowie 1986 Luftaufnahmen. Sie benannten es 1988. Norwegische Wissenschaftler übertrugen diese Benennung sinngemäß ins Norwegische.